# 71 Orionis
71 Orionis (71 Ori / HD 43042 / HR 2220) es una estrella de magnitud aparente +5,20 situada en la región noroeste de la constelación de Orión. Se encuentra a 69 años luz de distancia del sistema solar. 
71 Orionis es una enana amarilla más caliente y luminosa que el Sol.
De tipo espectral F6V, tiene una temperatura efectiva de 6456 K, siendo unas 3 veces más luminosa que el Sol.
Sus características son similares a las de Tabit (π3 Orionis) —en esta misma constelación pero a menos de la mitad de distancia— o γ Serpentis.
Gira sobre sí misma con una velocidad de rotación proyectada de 7 km/s, unas 3,5 veces mayor que la del Sol.
Su cinemática corresponde a la de una estrella del disco fino, moviéndose, al igual que el Sol, cerca del plano galáctico.
Su masa es aproximadamente un 30% mayor que la masa solar y tiene una edad de 1200 - 1400 millones de años.
71 Orionis presenta una metalicidad —abundancia relativa de elementos más pesados que el helio— semejante a la solar.
Los contenidos de diversos elementos como hierro, sodio, silicio, titanio y níquel son prácticamente idénticos a los del Sol.